# تثمين الدور الاجتماعي
تُعد عملية تثمين الدور الاجتماعي طريقة لتحسين حياة الأشخاص ذوي المكانة المنخفضة في المجتمع. (في بلدان الكومنولث البريطاني، الكلمة الثالثة في المصطلح تُكتب عادةً valorisation، ولكن الاختصار هو نفسه.)
ينطبق برنامج SRV على الأشخاص الذين يعانون، لأي سبب من الأسباب، من الحرمان أو التمييز أو التهميش أو التهميش أو وضعهم في مكانة منخفضة في مجتمعهم. يشمل ذلك الفقراء، أو من جماعة عرقية أو دينية أو سياسية منخفضة القيمة أو محتقرة، أو من أي نوع من الإعاقة الجسدية أو العقلية، أو من كبار السن حيث يتم تقدير الشباب بشكل كبير، أو من لديهم مهارات قليلة أو غير مرغوب فيها، أو من هم مسجونون، أو مهاجرون غير شرعيين وغير مرغوب فيهم، أو مصابون بأمراض خطيرة أو مزمنة أو ميؤوس من شفائها، أو مضطربون أو غير تقليديين في هويتهم وسلوكهم الجنسي، أو ينتهكون القيم المجتمعية المهمة بطريقة أخرى. تتلقى الغالبية العظمى من أعضاء هذه الفئات خدمات رسمية أو غير رسمية، تقدمها الأسر والمدارس والمستشفيات ووكالات الرعاية الاجتماعية وما إلى ذلك. وتتعلق الخدمة الاجتماعية والتطوعية بأي نوع من الخدمات الإنسانية، في مجالات التعليم وإعادة التأهيل وعلم النفس والعمل الاجتماعي والطب والسجن/الإصلاح وما إلى ذلك.
تمت صياغة SRV في عام 1983 بواسطة وولف وولفينسبيرغر. لقد طور مبدأ التطبيع في الخدمات الإنسانية كخليفة لمبدأ التطبيع في الخدمات الإنسانية السابق والذي نشأ في الدول الاسكندنافية في أوائل الستينيات (نيرجي، 1969). ثم واصل نشر SRV في جميع أنحاء أمريكا الشمالية، وكذلك في إنجلترا وفرنسا وأستراليا.
تأسست جمعية تقييم الدور الاجتماعي الدولية في عام 2013 لتعزيز تطوير تقييم الدور الاجتماعي (SRV) والتعليم والتقييم والقيادة لمساعدة الأشخاص والمنظمات على تنفيذ مفاهيم تقييم الدور الاجتماعي حتى يتمكن الأشخاص المعرضون للخطر من الوصول إلى الأشياء الجيدة في الحياة.